# خافيير إسترادا غونزاليس
خافيير إسترادا غونزاليس (بالإسبانية: Javier Estrada González)‏ هو سياسي مكسيكي، ولد في 4 أغسطس 1967 في ولاية موريلوس في المكسيك. حزبياً، نشط في Ecologist Green Party of Mexico ‏. وقد انتخب عضو مجلس النواب المكسيك.